# Ljubomir Vranjes
Ljubomir Vranjes (Gotemburgo, 3 de outubro de 1973) é um ex-handebolista profissional e treinador sueco, medalhista olimpico, seu pais são de origem sérvia.
Ljubomir Vranjes fez parte do elenco medalha de prata de Sydney 2000. Ele é campeão mundial, e três vezes europeu, é o atual treinador d0 SG Flensburg-Handewitt, e chegou a treinar a Sérvia.